# Der Mann mit der Totenmaske
Der Mann mit der Totenmaske (Originaltitel: The Crimson Ghost) ist ein Film-Serial aus dem Jahr 1946. 

## Handlung
Der „Crimson Ghost“ ist ein Verbrecher, dessen Identität niemandem bekannt ist. Er versucht, in den Besitz der Strahlenkanone „Cyclotrode“ zu gelangen und befiehlt seinen Handlangern, die tödliche Waffe oder Teile von ihr zu besorgen. Er kommuniziert über Radiofunk. Seine Lakaien tragen alle ein Halsband, das den Träger bei Missachten von Befehlen durch den Crimson Ghost ferngesteuert tötet. Das Halsband dient zusätzlich als Sprengfalle. Duncan und Diana vereiteln in jedem Kapitel das Vorhaben des Crimson Ghosts. Dennoch weiß er über jeden Fortschritt in der Entwicklung der Waffe Bescheid.

## Hintergrund
In den 1960er Jahren wurde aus dem Material eine Kinofassung geschaffen. Aus dieser Version sind heute noch zwei Fassungen existent: in Deutschland eine 77 Minuten lange, um Gewaltszenen geschnittene Version, in den USA eine mit 96 Minuten Laufzeit. Im Mai 2018 erschien in Deutschland eine DVD, die diese beiden Varianten umfasst.

## Einfluss auf die Populärkultur
Die Gestalt des Crimson Ghosts ist auch heute noch als Halloween-Kostüm vorrangig in den USA vertreten. 
Andere bekannte Verweise:
- Die Band Misfits verwendet den Schädel des Crimson Ghosts als Logo.
- In Iron Maidens Musikvideo zu The Number of the Beast erscheint der Crimson Ghost ebenfalls.
- Im Film Halloween (2007) ist ein Junge augenscheinlich als Crimson Ghost verkleidet.